# Leopoldo González González
Leopoldo González González (Abasolo, Guanajuato, 29 de octubre de 1950) es un  sacerdote y arzobispo mexicano que se desempeña como 5° arzobispo de Acapulco.

## Biografía
Nació el 29 de octubre de 1950, en Abasolo, Guanajuato, México. Es quinto obispo y cuarto arzobispo de la Arquidiócesis de Acapulco.
Estudio la primaria en ese mismo municipio en el colegio Renacimiento, a cargo de las Hermanas del Sagrado Corazón y de los Pobres. El 1 de enero de 1964, poco antes de cumplir los 14 años, ingresó al Seminario de Morelia donde cursó la etapa de Humanidades, Filosofía y Teología. Estudio durante tres veranos, el Diplomado en Formación y Acompañamiento Vocacional en la “Escuela para formadores”, vinculada a la Universidad La Salle.

## Ordenación sacerdotal
Fue ordenado sacerdote en la catedral de Morelia, el 23 de noviembre de 1975. Su ministerio inicial lo vivió como formador y maestro en el seminario de Morelia de agosto de 1975 a junio de 1999.
Fue rector del templo de las Tres Aves Marías en Morelia, capellán del Internado de Niñas “Santa María” de las Hermanas del Sagrado Corazón y de los Niños Pobres y acompañó durante 15 años al movimiento de Encuentros Matrimoniales.
El 9 de marzo de 1995 el arzobispo Alberto Suárez Inda lo nombró vicario general del arzobispado y responsable de la Zona Pastoral Sagrado Corazón, ubicado en la ciudad de Morelia, la periferia y la comunidad de Tierra Caliente.
Fue director del periódico diocesano Comunidad Cristiana de Morelia, lo que le brindó experiencia en su relación con los medios de comunicación y su defensa de los derechos de los periodistas. 
Hizo sus estudios especializados en la Escuela para Formadores en Toluca, extensión de la Facultad de Psicología de la Pontificia Universidad Gregoriana de Roma, y obtuvo el Diplomado en Antropología de la Vocación.
El 18 de marzo de 1999, el papa Juan Pablo II, lo nombró Obispo de Voncaria y Auxiliar de Morelia.

## Episcopado

### Obispo auxiliar de Morelia
El 18 de marzo de 1999, el Papa Juan Pablo II lo nombró Obispo titular de Voncaria y Obispo auxiliar de la Arquidiócesis de Morelia.
Recibió la ordenación episcopal el 19 de mayo de 1999. Como Obispo Auxiliar estuvo encargado de la formación permanente del clero de Morelia y vocal de la Comisión Episcopal de Pastoral Indígena para el trienio 2004-2006.

### Obispo de Tapachula
El 9 de junio de 2005, el Papa Benedicto XVI lo nombró VII Obispo de la Diócesis de Tapachula.

### Arzobispo de Acapulco
El 30 de junio de 2017, el Papa Francisco lo nombró V Arzobispo metropolitano de la Arquidiócesis de Acapulco.
Tomó posesión de la archidiócesis el 29 de agosto de 2017.

## Escudo y su lema episcopal
Fue elegido y ordenado obispo en el año 1999, dentro del trienio de preparación para la celebración del Gran Jubileo del Año 2000. El papa Juan Pablo II dispuso que ese año fuera designado como Año del Padre, y el nuevo obispo, retomando esta disposición de la Divina Providencia, asumió como lema episcopal: "Abbá, Padre".
Su lema espicopal, Abbá, quiere expresar la confianza en el Padre, que es el origen de la misión, y quien la posibilita. La misión no es otra cosa, sino enseñar a las personas el amor que el Padre les tiene para que ellas también pronuncien este santo nombre y lo alaben.
El escudo quiere expresar la inefable presencia del Padre (la palabra Abbá, Padre en lo alto del escudo), en Jesús (la cruz al centro del escudo), el don del Espíritu Santo (el haz de luz que atraviesa el escudo). La presencia de María, de pie junto a la cruz, representada en la advocación de Nuestra Señora de la Salud, patrona de su diócesis de origen, Morelia.

## Cargos
- Obispo auxiliar, diócesis de Morelia (1999)
- Encargado de la formación permanente del clero de Morelia
- Vocal de la Comisión Episcopal de Pastoral Indígena (2004 - 2006)

- El 9 de junio del 2005, el papa Benedicto XVI lo nombró Séptimo Obispo de la Diócesis de Tapachula, luego de que en noviembre de 2004 su antecesor, Rogelio Cabrera López, fuera designado titular de la Diócesis de Tuxtla Gutiérrez.
- Durante seis años fue miembro del Consejo Permanente de la Conferencia del Episcopado Mexicano.
- Del 2013 al 2015, fue Presidente de la Comisión Episcopal para el Diálogo Interreligioso y Comunión.
- El 29 de agosto de 2017, toma posesión como arzobispo de la Arquidiócesis de Acapulco.[3]